# Sie schreiben mit
Sie schreiben mit ist eine Fernsehreihe, die zwischen 1958 und 1971 unregelmäßig in 135 Folgen im Vorabendprogramm der ARD gesendet wurde. Produzentin war die Werbung im Südwestfunk GmbH.

## Inhalt und Konzept
Gezeigt wurden Geschichten aus dem Alltag, rund um die Themen Familie, Freunde und Beruf. Die Serie bezog ihren Titel aus der Tatsache, dass die Handlung nach 25 Minuten abbrach und der Zuschauer aufgefordert wurde, die Geschichte weiterzuführen. So bestand zunächst jede Episode aus einer Doppelfolge.
Ab Folge 32 wurde das Konzept geändert, nun sollten die Zuschauer die ganze Folge entwickeln. Diese Vorschläge wurden dann von professionellen Autoren zu Drehbüchern verarbeitet.

## Sonstiges
Für die Serie zeichneten renommierte Regisseure verantwortlich, unter anderem Eugen York, Wolfgang Schleif, Peter Hamel oder Imo Moszkowicz. Die Drehbücher verfassten zum Beispiel Heinz Oskar Wuttig, Werner Illing und Robert Pilchowski, hinter der Kamera stand neben anderen der später in den USA bekannt gewordene Michael Ballhaus.
Die Folgen wurden in unregelmäßigen Abständen gesendet. Bis 1964 entstanden reine Studioproduktionen, danach ging man auch zu Außendrehs über. Ab Mitte 1969 (Folge 122) wurde in Farbe produziert.
Für die einzelnen Episoden konnten bekannte Schauspieler gewonnen werden, so Viktoria Brams, Sabine Bethmann, Verena Buss, Rolf Castell, Ivan Desny, Hans Elwenspoek, Heinz Engelmann, Dieter Eppler, Hans Epskamp, Heli Finkenzeller, Siegurd Fitzek, Wera Frydtberg, Konrad Georg, Reinhard Glemnitz, Ursula Heyer, Dieter Hufschmidt, Horst Janson, Ruth-Maria Kubitschek, Volker Lechtenbrink, Stanislaw Ledinek, Hermann Lenschau, Nora Minor, Brigitte Mira, Else Quecke, Emily Reuer, Günther Schramm, Ernst Stankovski, Ilse Steppat, Friedrich von Thun, Hans Timerding, Wolfgang Völz und Gila von Weitershausen.